# Déficit cognitivo
Déficit cognitivo o discapacidad cognitiva es un término usado para describir cualquier característica que actúa como una barrera para el proceso cognitivo. Este término puede describir déficits en el desempeño intelectual global, al igual que con la discapacidad intelectual; puede describir déficits específicos en habilidades cognitivas (trastornos de aprendizaje, dislexia). También puede describir discapacidad cognitiva o de memoria inducida por drogas, como se ha visto con el alcohol, glucocorticoides, y las benzodiacepinas. Suele referirse a una característica perdurable, opuesto a una alteración del nivel de conciencia que puede ser grave y reversible. Los déficits cognitivos pueden ser congénitos o causados por factores ambientales como lesiones cerebrales, trastornos neuronales, y enfermedades mentales. Para diagnoticar diferentes tipos de trastornos cognitivos se deben usar pruebas psicométricas validadas para contextos culturales locales (generalmente con validación a nivel de países). Particularmente para evaluar comportamientos lingüísticos existe la prueba "Kit: Evaluación en lenguaje en población con discapacidad cognitiva" ha mostrado un grado de confianza con u Alfa de Cronbach de 0,8.

## Casos de estudio
La mayoría de estos ejemplos son por estudios longitudinales con grandes muestras, no estudios de caso. Hay evidencia para indicar que tendencias paralelas de edad han sido similares sobre una vasta cantidad de tiempo, al igual que con el Estudio Longitudinal de Seattle de Schaie, que contiene cincuenta años de datos, y setenta años en pruebas de Wechsler. Estudios como estos han demostrado que los diferentes patrones en tendencias de edad nos dejan ver dos específicos sobre cognición, una constante disminución en la evaluación de las habilidades de procesamiento, tales como el razonamiento y la estabilidad; seguido por una disminución constante de los conocimientos previamente adquiridos.
Un estudio con duración de 12 años publicado en el 2012, investigó los efectos del estilo de vida en el déficit cognitivo con la esperanza de que este estudio pudiera, en cierto grado, ayudar a adultos mayores a protegerse de la decadencia cognitiva. El estudio observó que la velocidad del habla, memoria episódica, y memoria semántica están influenciados por actividades físicas, sociales y cognitivas. Los resultados de este estudio concluyeron que el mantenimiento de las funciones cognitivas a través de los años pueden conservarse llevando un estilo de vida activo. Los resultados parecen concluir también que la correlación entre actividades diarias y cognición no es una relación sencilla, ya que no todas las habilidades cognitivas están relacionadas con los cambios en la rutina diaria. Además, otros estudios de diseño longitudinal observaron que las relaciones entre actividades y habilidades cognitivas en adultos dañados cognitivamente pueden ser críticas.
Más estudios longitudinales han usado técnicas de neuro-imagen para intentar notar señales de deterioro cognitivo en individuos sanos antes de que los cambios se notaran clínicamente. De esta forma, el estudio intentó encontrar más bio-marcadores para el indicio temprano de enfermedades degenerativas. Los resultados de este estudio concluyeron que, en efecto, hay patrones de anormalidad en el cerebro que se pueden asociar con declive cerebral.
En un estudio transversal, los investigadores estudiaron a pacientes con trastornos de estado de ánimo en comparación con un grupo de control para ver si existía alguna diferencia en el efecto del envejecimiento entre estos grupos. Estos pacientes fueron examinados con una batería de evaluación cognitiva. El estudio examinó sujetos entre las edades de 18 a 90 años, notando una fuerte disminución en los pacientes con trastorno de estado de ánimo en comparación con el grupo normal cuando los sujetos tenían entre 65 o más años. Estos descensos se observaron en las áreas cognitivas de atención, función ejecutiva, la velocidad de procesamiento y memoria.

## Otros descubrimientos
Aunque uno esperaría que el deterioro cognitivo tuviera efectos mayores en el rendimiento del trabajo, parece que hay poca a ninguna correlación entre salud y rendimiento del trabajo. Con la excepción de los trabajos cognitivos-dependientes como controlador de tráfico aéreo, atleta profesional, u otros empleos de élite, la edad parece no impactar el desempeño laboral de una persona. Obviamente esto entra en conflicto con las pruebas cognitivas mencionadas anteriormente, por lo que el asunto ha sido estudiado aún más. Una posible razón para esta conclusión es la rara necesidad de una persona por rendir al máximo de su capacidad. Hay una diferencia entre el funcionamiento típico que es – el nivel normal de funcionamiento, y el funcionamiento máximo, que es – lo que las pruebas cognitivas toman como nuestro nivel máximo de funcionamiento. Como la máxima capacidad cognitiva que podemos adquirir disminuye, puede no afectar realmente nuestras vidas diarias, las cuales sólo necesitan un nivel normal.
Algunos estudios indican que el hambre infantil puede tener un efecto protector sobre el deterioro cognitivo. Una posible explicación a esto es que el comienzo de los cambios corporales relacionados con la edad pueden ser retrasados gracias a la restricción calórica. Otra posible explicación es el efecto de supervivencia selectiva, ya que los participantes del estudio que sufrieron hambre en su infancia tienden a ser los más sanos de su era.

## Factores ambientales
En el 2015, estudios experimentales reportaron la detección de discapacidad cognitiva episódica (situacional) esto significativa que por las impurezas en el aire, que los sujetos de prueba respiraban, a los cuales no se les informó de los cambios en la calidad del aire. Investigadores en la Universidad de Harvard, la Universidad SUNY y Universidad de Syracuse, midieron el desempeño cognitivo de 24 participantes en 3 diferentes atmósferas controladas que simulaban las que se encuentran en edificios “convencionales” y “verdes”, así como los edificios verdes con ventilación mejorada. El desempeño fue evaluado objetivamente usando el Simulador de Gestión Estratégica, la cual es una prueba de evaluación validada para la toma de decisiones ejecutivas en una situación sin restricciones permitiendo iniciativa e improvisación. Déficits significativos fueron observados en los resultados obtenidos con las concentraciones de compuestos orgánicos volátiles (VOCs) o dióxido de carbono, mientras otros factores se mantienen constantes. Los altos niveles de impureza alcanzados no son poco comunes en algunos ambientes de clase u oficinas.
Se ha documentado la relación con el consumo de gluten. Las personas con enfermedad celíaca no tratada a menudo presentan déficit cognitivo denominado "neblina mental", que puede incluir uno o varios de los siguientes síntomas:
- Dificultades de concentración y de atención.
- Disminución de la agudeza mental.
- Dificultad para recordar palabras.
- Episodios de confusión o desorientación.
- Déficits de memoria episódica.

Estos síntomas mejoran con la dieta sin gluten y reaparecen si la dieta no es estricta, como por ejemplo con contaminaciones inadvertidas por gluten.

## Lecturas recomendadas
- Das, J.P. (2002). A better look at intelligence. Current Directions in Psychology, 11, 28–32.
- Goldstein, Gerald; Beers, Susan, eds (2004). Comprehensive Handbook of Psychological Assessment: Volume I: Intellectual and Neurological Assessment. Hoboken (NJ): John Wiley & Sons.
- Kaufman, Alan S. (2000). «Chapter 20: Tests of Intelligence».  En Sternberg, Robert J., ed. Handbook of Intelligence. Cambridge: Cambridge University Press. pp. 445–476. ISBN 978-0-521-59648-0. Resumen divulgativo (22 July 2013).
- Naglieri, Jack A.; Otero, Tulio M. (2012). «Chapter 15: The Cognitive Assessment System: From Theory to Practice».  En Flanagan, Dawn P.; Harrison, Patti L., eds. Contemporary Intellectual Assessment: Theories, tests, and issues (Third edición). New York (NY): Guilford Press. pp. 376–399. ISBN 978-1-60918-995-2. Resumen divulgativo (29 March 2014).
- Sattler, Jerome M. (2008). Assessment ofChildren: Cognitive Foundations. La Mesa (CA): Jerome M. Sattler, Publisher.
- Urbina, Susana (2004). Essentials of Psychological Testing. John Wiley & Sons. ISBN 978-0-471-41978-5. Resumen divulgativo (10 October 2013).
- Urbina, Susana (2011). «Chapter 2: Tests of Intelligence».  En Sternberg, Robert J.; Kaufman, Scott Barry, eds. The Cambridge Handbook of Intelligence. Cambridge: Cambridge University Press. pp. 20–38. ISBN 978-0-521-73911-5. Resumen divulgativo (9 February 2012).

- Datos: Q5141203
- Multimedia: Cognitive impairment / Q5141203